# University of Pittsburgh Medical Center

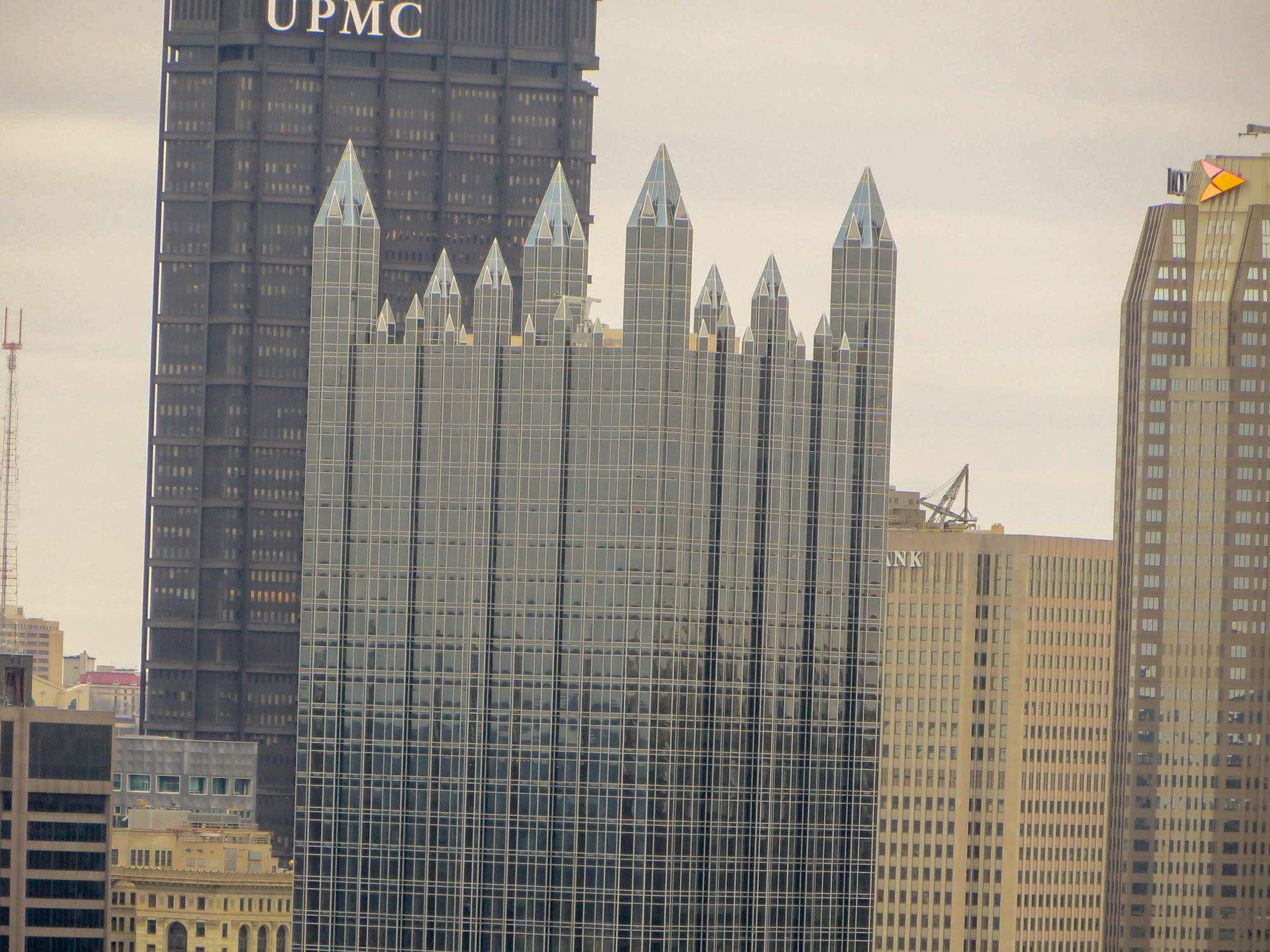
Budynek UPMC, widok z PGP Paints Arena

University of Pittsburgh Medical Center (Centrum Medyczne Uniwersytetu Pittsburskiego), UPMC – jedno z głównych amerykańskich przedsiębiorstw świadczących usługi medyczne. Jego główna siedziba to U.S. Steel Tower w Pittsburghu.
Przedsiębiorstwo to zostało założone w 1893 i blisko współpracuje z Uniwersytetem Pittsburskim. W 2018 zatrudniało około 85 tys. pracowników i zarządzało siecią 36 szpitali, zapewniając opiekę zdrowotną ponad dwóm milionom ubezpieczonych. W 2010 osiągnęło dochód wynoszący około 9 miliardów dolarów.